# Tetebatu
Tetebatu is een plaats in Indonesië, gelegen op het eiland Lombok. 
De plaats ligt zo'n twee kilometer ten zuiden van het Nationaal Park Gunung Rinjani.